# Vestervig
Vestervig es una localidad de Dinamarca, dentro del municipio de Thisted, en la región de Jutlandia Septentrional y el distrito tradicional de Thy. Cuenta con 672 habitantes en 2012.
El nombre de Vestervig está formado de las raíces vester: "occidental", y vig:"bahía", significando "bahía occidental". Aparece por primera vez en la historia en 1188 como Vesteruig.
En la Edad Media, Vestervig fue conocida por ser el sitio donde el misionero San Teodorico levantó una humilde iglesia. En ese sitio, que fue un destino de peregrinación cristiana debido a la tumba del santo, se levantó posteriormente un monasterio agustino con una iglesia románica de gran tamaño. Esta iglesia sería elevada a catedral una diócesis católica en 1030. La diócesis perduró hasta la década de 1130, cuando fue transferida a Børglum. El monasterio y sus propiedades fueron confiscados por la corona danesa durante la reforma protestante. 
En 1835 se inauguró un tribunal local, y entre 1853 y 1885 hubo un hospital en la localidad. Vestervig fue el centro administrativo del sur de Thy, hasta que con la llegada del ferrocarril en 1882, la estación de la región se construyó en Hurup, que se convirtió en el nuevo polo administrativo y económico.